# پادشاه مورچه‌ها
پادشاه مورچه‌ها (انگلیسی: King of the Ants) فیلمی در ژانر مهیج به کارگردانی استوارت گوردون و نویسندگی چارلی هیگسون است که در سال ۲۰۰۳ منتشر شد. از بازیگران آن می‌توان به کاری ورر، جورج ونت، ورنون ولز و دانیل بالدوین اشاره کرد. این فیلم اقتباسی از رمانی به همین نام است. نمایش نخست فیلم در جشنواره بین‌المللی فیلم سیاتل ۲۰۰۳ بود.